# Abraham Charité
Abraham Charité, né le 25 août 1917 à La Haye et mort le 26 février 1991 dans la même ville, est un haltérophile néerlandais.

## Carrière
Abraham Charité participe aux Jeux olympiques d'été de 1948 et  remporte la médaille de bronze dans la catégorie des poids lourds.